# David Nepomuceno
David Nepomuceno (ur. 9 maja 1900 w Oas, zm. 27 września 1939) – filipiński lekkoatleta, sprinter. Pierwszy reprezentant Filipin na igrzyskach olimpijskich.
Brał udział w Igrzyskach Olimpijskich w Paryżu w 1924 roku jako jedyny reprezentant swojego kraju na tej imprezie (był to również debiut Filipin na igrzyskach). Startował w biegu na 100 metrów oraz na 200 m. W obu konkurencjach odpadł już w pierwszej rundzie, zajmując ostatnie lokaty w swoich biegach eliminacyjnych.
Zawodnik zdobywał również medale na Igrzyskach Dalekiego Wschodu:
- 1925 – srebro na 100 m i złoto na 200 m
- 1927 – złoto na 100 m i brąz na 200 m

## Rekordy życiowe
- Bieg na 100 metrów – 10,6 (1927)[1]
- Bieg na 200 metrów – 22,5 (1925)[1]